# Меес, Филиберт
Филиберт Меес (нидерл. Philibert Mees; 13 мая 1929, Мехелен — 29 июня 2006, Мехелен) — бельгийский пианист.
Окончил Антверпенскую консерваторию (1952), ученик Штефана Бергмана. Совершенствовал своё мастерство в зальцбургском Моцартеуме под руководством Гезы Анды, изучал также дирижирование у Игоря Маркевича.
Интенсивно концертировал как пианист с 1953 года. Помимо сольных концертов выступал также со скрипачом Элуином Адамсом, позднее с альтистом Роже Науэлартсом. Приобрёл известность как пропагандист бельгийского репертуара, от Петера Бенуа до Фредерика Девреезе. Он записал несколько дисков фламандской музыки. В 1999 году Союз бельгийских композиторов удостоил его премии «Фуга» за поддержку национальной музыкальной традиции, в 2005 году ему была присуждена Премия Гастона Фереманса за вклад в культурную и общественную жизнь Фландрии.
Меес был найден у себя дома убитым двумя ножевыми ранениями в грудь, убийца завернул тело в ковёр и пластик и засунул под кровать. Через несколько дней был арестован сосед музыканта, 20-летний иммигрант из Туниса Билель Гериби. Спустя три года он был приговорён к пяти годам тюрьмы и 550 евро штрафа, поскольку суд присяжных счёл поведение жертвы «провоцирующим»: по утверждению Гериби, сосед, неоднократно помогавший ему, в день смерти начал приставать к нему с гомосексуальными домогательствами. Пресса, однако, отметила, что убийца не забыл, спрятав труп, взять из дома жертвы деньги и кредитные карточки.